# Morane-Saulnier MS.733 Alcyon
Dimensions
Le Morane-Saulnier MS.733 Alcyon est un avion d'entraînement français. Le premier MS.733 prit son envol le 16 avril 1951.  
En version militaire, il a équipé l'École de l'air de Salon de Provence. L'armée de l'air en commanda 200 dont 40 pour l'Aéronavale. La première escadrille qui perçut des Morane 733 fut la 51S. Mais il a aussi été utilisé durant la guerre d'Algérie comme avion anti-guérilla. Il était alors armé de mitrailleuses, de paniers lance-roquettes et de bombes anti-personnel.
En version civile, le SFA de Saint-Yan et Air France l'ont utilisé pour la formation ou le perfectionnement des pilotes de ligne.
Une quinzaine d'appareils furent exportés au Cambodge, d'autres en Grande-Bretagne, en Italie et en Allemagne fédérale.

## Caractéristiques
À l'avant l'élève-pilote et l'instructeur sont assis côte-à-côte et ont accès à toutes les commandes. La place arrière centrale est destinée au passager passif mais dispose d'un équipement de tête radio comme les deux autres. Originellement équipé d'une hélice bipale, le SFA l'a fait équiper d'une hélice tripale Hartzell. Le train d'atterrissage est rentrant vers l'extrémité des ailes. Il dispose d'une instrumentation complète qui fait un avion de formation par excellence. 